# Chagas Duarte
Francisco das Chagas Duarte (Boa Vista, 17 de abril de 1928) é um técnico em contabilidade e político brasileiro que foi deputado federal por Roraima.

## Biografia
Filho de Aquilino Mota Duarte e de Sivilda Magalhães Duarte. Chefe de gabinete dos governadores José Luís de Araújo Neto, Auriz Coelho e Silva e José Maria Barbosa, concluiu o curso de técnico em contabilidade em 1957 e tornou-se tesoureiro do governo de Roraima, cuja representação ocupou em Belém.
Membro do conselho deliberativo da Superintendência do Desenvolvimento da Amazônia no governo Costa e Silva (1967-1969), retornou a Roraima onde foi diretor do Serviço de Administração Geral (1970-1971) e presidente da Associação de Crédito e Assistência Rural. Nos governos de Hélio Campos e Fernando Pereira foi Secretário de Administração e Finanças do Território e membro do Conselho Territorial. No governo Ottomar Pinto (1979-1983) foi presidente da Companhia de Águas e Esgotos de Roraima e posteriormente dirigiu o Departamento de Despesas da Secretaria de Finanças de Boa Vista.
Eleito deputado federal pelo PFL em 1986, trocou de legenda e ingressou no PDT em 1988 perdendo a eleição para senador em 1990 e uma vaga de deputado estadual em 1994, mesmo ano em que ingressou no PSDB.